# Hogen Andjoen
De Hogen Andjoen is een motte in de tot de West-Vlaamse gemeente Kortemark behorende plaats Werken, gelegen aan het Werkenplein.
Het betreft een hoge aarden heuvel die zich vrijwel naast de Sint-Martinuskerk bevindt. Archeologisch onderzoek toonde aan dat de oudste bewoningssporen van 850-950 dateren, bestaande uit twee vlakke wooneilanden. Het noordelijke eiland werd in de 10e eeuw voorzien van een houten gebouw en vervolgens geleidelijk opgehoogd, om in de 12e eeuw haar huidige hoogte te bereiken. Hierop bevond zich een met pallisades versterkt, omgracht, gebouw. Hier woonden de heren van Werken. Op de plaats van het neerhof van het mottekasteel werd later de kerk gebouwd.